# Laura Meriano
Laura Meriano (* 17. Dezember 1999 in Brescia) ist eine italienische Ruderin.

## Karriere
In Trakai nahm sie 2016 an den Junioren-Europameisterschaften im Rudern teil und gehörte dabei zur Besatzung des italienischen Achters. Sie konnten sich für das A-Finale qualifizieren, wo sie mit den fünften Platz eine Medaille verpassten. Im selben Jahr nahm Laura Meriano auch an den Ruder-Juniorenweltmeisterschaften teil. In Rotterdam gehörte sie bei den Junioren-Weltmeisterschaften 2016 zu der Besatzung des Vierers ohne Steuerfrau. Neben ihr bildeten Benedetta Faravelli, Ludovica Braglia und Lara Maule die Besatzung des Bootes. Gemeinsam erreichten sie das A-Finale und konnten sich dort hinter dem deutschen Boot und vor dem US-amerikanischen Boot die Silbermedaille sichern.
Im darauffolgenden Jahr ging sie bei den Ruder-Junioreneuropameisterschaften 2017 in Krefeld an den Start und bildete dort gemeinsam mit Vittoria Tonoli, Sofia Tanghetti und Gaia Fabozzi den Vierer ohne Steuerfrau. Sie konnten sich für das B-Finale qualifizieren und beendeten das Rennen auf den zweiten Platz, so dass in der Endabrechnung den achten Platz im Wettbewerb belegten. Danach nahm sie in Trakai an den Ruder-Juniorenweltmeisterschaften 2017 teil und bildete gemeinsam mit Vittoria Tonoli den Zweier ohne Steuerfrau. Sie erreichten zusammen das A-Finale und beendeten das Rennen auf dem fünften Platz.
Im Jahr 2018 nahm sie erstmals in ihrer Karriere an den Ruder-U23-Weltmeisterschaften teil. Bei den U23-Weltmeisterschaften 2018 bildete sie gemeinsam mit Giovanna Schettino, Claudia Destefani, Benedetta Faravelli und Diletta Diverio den Vierer mit Steuerfrau. Nachdem sie bereits im Testrennen den zweiten Platz belegten, belegten sie auch im Finale den zweiten Platz hinter dem US-amerikanischen Boot und vor dem Boot aus Russland. Im darauffolgenden Jahr nahm Laura Meriano in Luzern an den Ruder-Europameisterschaften 2019 teil du bildete dort gemeinsam mit Giorgia Pelacchi, Alessandra Patelli und Sara Bertolasi den Vierer ohne Steuerfrau. Sie verpassten gemeinsam die Qualifikation für das A-Finale und konnten im B-Finale nur den dritten Platz belegen, so dass sie den Wettbewerb auf den neunten und letzten Platz beendeten.
Nach der Teilnahme an den Europameisterschaften durfte Laura Meriano beim Ruder-Weltcup für Italien an den Start gehen. Gemeinsam mit Ludovica Serafini, Giorgia Pelacchi und Benedetta Faravelli bildete sie den Vierer ohne Steuerfrau. Sie konnten verpassten sowohl die Qualifikation für das A- als auch für das B-Finale und so gingen sie im C-Finale an den Start und belegten bei dem Rennen den dritten und letzten Platz. Schlussendlich beendeten sie den Wettbewerb auf den 15. und letzten Platz. Bei den U23-Weltmeisterschaften 2019, welche in der Nähe von Sarasota und Bradenton ausgetragen wurden, gehörte sie gemeinsam mit Claudia Destefani, Benedetta Faravelli und Diletta Diverio wie im Vorjahr zur Besatzung des Vierers mit Steuerfrau. Im Vergleich zum Vorjahr wurde Giovanna Schettino durch Giorgia Pelacchi ersetzt. Nachdem sie bereits das Testrennen knapp gewinnen konnten, siegten sie auch im eigentlichen Finale mit mehr als zwei Sekunden Vorsprung vor den Booten aus Frankreich und Australien. Vom italienischen Ruderverband wurde Laura Meriano als eine Reservefahrerin für die Ruder-Weltmeisterschaften 2019 in Linz nominiert, wo sie aber nicht zum Einsatz kam.